# Алекса Јовановић (учитељ)
Алекса Јовановић (Краљево, 6. март 1900 — Краљево, 18. октобар 1966) био је просветни и соколски радник из Краљева.

## Биографија
Алекса Јовановић је рођен у Краљеву 6. марта 1900. године. Био је најстарије дете у породици опанчара Сретена Јовановића и његове супруге Лепосаве. Алекса је основну школу завршио у свом родном граду, где је кренуо и у гимназију. Међутим, због избијања Првог светског рата морао је да прекине школовање у трећем разреду гимназије. Ратне године и период аустријске окупације Алекса је провео у Краљеву, где је изучавао пекарски занат. Такође, радио је и у околним селима: Врба, Самаила, Подунавци. Школовање је наставио по окончању рата. Завршио је гимназију и учитељску школу у Скопљу. Године 1928. Алекса Јовановић се запослио као учитељ у Доњој Гуштерици на Косову, а исте године је прешао у Куманово, где је био учитељ све до 1934. Нови премештај је добио 1935. године, када одлази у Неготин на Вардару, а 1936. године почиње да ради у Скопљу. У Скопљу је остао све до 1941. године. Алекса Јовановић је био и активни члан сокола. У Куманову је био изабран за старешину Соколског друштва, а у Скопљу је био начелник Соколске жупе и организатор покрајинског слета 1937. године. Такође, основао је и земљорадничке задруге у некима од места у којима је радио: Доњој Гуштерици, Куманову и Скопљу.
Јовановић се у своје родно Краљево вратио 1941. године и ту је остао до смрти. По окончању Другог светског рата, наставио је да ради у просвети, поставши просветни инспектор, а потом и управитељ основне школе, а затим и Школе ученика у индустрији и занатству и Школе ученика у привреди. Након рата је наставио и свој рад на развијању физичке културе. Организовао је бројне течајеве, спортска такмичења, логоровања и оснивао је гимнастичка друштва. Нарочито је значајан његов рад у Друштву за телесно васпитање Партизан, чији је начелник постао 1951. године. Три године касније именован је за начелника Среског савеза организација Друштва за телесно васпитање Партизан. Сарађивао је и са Планинарским савезом Србије, чијој годишњој скупштини је присуствовао. Објавио је и више чланака из области физичке културе, а поред тога је уређивао и лист среског и општинског савеза ДТВ Партизан у Краљеву. Јовановић је био и организатор учешћа на слетовима и Титове штафете за краљевачки крај.
Јовановић је био вишеструко награђиван за свој рад. Добитник је признања, похвала и награда Скупштине Краљево, Црвеног крста, организација ДТВ Партизан Србије и Југославије. Носилац је златне значке 25. мај и Медаље рада I реда.